# Paranectriella arcuata
Paranectriella arcuata är en svampart som först beskrevs av Clifford George Hansford, och fick sitt nu gällande namn av Rossman 1987. Paranectriella arcuata ingår i släktet Paranectriella och familjen Tubeufiaceae.   Inga underarter finns listade i Catalogue of Life.